# 8164 Андреасдопплер
8164 Андреасдопплер (1990 UO3, 1990 UD8, 1990 UU9, 1995 CP10, 8164 Andreasdoppler) — астероїд головного поясу, відкритий 16 жовтня 1990 року.
Тіссеранів параметр щодо Юпітера — 3,602.